# 大月晴明
大月 晴明（おおつき はるあき、1973年11月30日 - ）は、日本の男性キックボクサー。本名大西 宏之（おおにし ひろゆき）。京都府出身。マスクマンズ所属。元Krush -60kg王者。元全日本ライト級王者。元WPKCムエタイ世界ライト級王者。
合気道（富木流）の足捌きを取り入れた非常に個性的なスタイルを用いる。「爆腕」と呼ばれ、高いKO率を誇る。

## 来歴
1999年10月8日、全日本キックボクシング連盟（AJKF）興行でプロデビューし、森下知之にKO勝ち。
デビュー後6連勝し、2001年1月4日に全日本フェザー級王座決定戦で遠藤慎介と対戦予定であったが、膝関節捻挫で欠場となった。
2001年4月6日、AJKF興行で立嶋篤史と対戦し、5Rに右アッパーの連打でKO勝ち。試合後、「信じられない。何百回もビデオを見てきた立嶋選手に勝てるなんて。できれば何度でも闘いたい。肘は凄く効いた。世代交代なんて、まだまだですよ」と語った。
2002年3月30日、マーシャルアーツ日本キックボクシング連盟のトーナメント1回戦でJ-NETWORKフェザー級王者増田博正に右ミドルキックでKO勝ちするも、右足首を負傷し準決勝を辞退した。
2003年1月4日、AJKF興行で王者林亜欧に右フックでKO勝ちし、デビュー以来10連勝で全日本ライト級王者となった。
2003年6月、全日本ライト級最強決定トーナメント2003で優勝。
2004年6月18日の全日本ライト級最強決定トーナメント決勝大会を左膝内側半月板を損傷のため欠場した。同年9月に全日本ライト級王座を返上した。
2004年10月、ムスタファ・ズィアーニに判定勝ち。連続ＫＯ勝利記録がストップ。
2005年1月4日、AJKF興行で王者小林聡にフック連打でKO勝ちし、デビュー以来18連勝でWPKC世界ムエタイライト級王者となった。試合後、「怖かった。早く試合から解放されたかった」と振り返えり、「勝っても負けても引退しようと思っていた。怪我も多いし、モチベーションを上げるのが大変」と語った。
2005年12月19日、タイ・オームノーイスタジアムでチョンレック・ゲオサムリットと対戦。2Rに肘打ちでダウンし、4Rには膝蹴りで2度ダウン後、レフェリーストップで4RTKO負け。プロ初黒星となった。大会後、「タイで自分の強さを知りたい。ボコボコにされて限界を感じたら教える側に回る」と話した。
2007年3月、増田博正にカウンタースタイルにカウンタースタイルを合わされダウンを奪われ判定負け、日本人に初敗戦。
2007年8月、全日本キック60kgトーナメント2007の1回戦で、カノンスック・ウィラサクレックにＫＯ勝ち。2007年10月、トーナメント準決勝で、前田尚紀に判定勝ち。トーナメント決勝で山本真弘に、ローキックにパンチのカウンターを合わされダウンを奪われ判定負け。
2008年7月7日、K-1 WORLD MAX 2008 FINAL8でデビット・ドゥージャと対戦し、3R左フックでのKO勝ちでK-1デビュー戦を白星で飾った。試合後、「2Rまでみっともない試合をしてしまいました。今日は30点、20点ぐらい。次は100点の試合をします」とコメントした。試合前には谷川貞治に「大月君は凄いですよ〜!全盛期のラモン・デッカーみたいな雰囲気がありますね。大月選手には才能を感じますね」と期待されてのK-1参戦となった。
2008年10月1日、K-1 WORLD MAX 2008 FINALで梶原龍児と対戦し、判定勝ち。谷川には「K-1でいい試合をやってないのでオープニングファイトからやり直してもらいます。」と酷評された。この試合は当初、大月の持つWPKCムエタイ世界ライト級王座と梶原の持つWFCAタイボクシング世界ライト級王座をかけた世界王座統一戦として進められていたが、WPKC側が肘打ち有りでなければ認められないということでノンタイトル戦に変更となっていた。（WFCAは複数の王座を認定しており、梶原の持つタイボクシング王座は「肘なし」ルールで、WFCAムエタイ王座は「肘あり」ルール。）
2009年3月14日、K-1ルールの大会「Krush.2」で石川直生と対戦し、右フックでKO勝ちを収めた。
2009年7月、Ｋrushライト級トーナメント2009の1回戦で岩切にＫＯ勝ち。準々決勝で山本真弘に判定負け。
2010年1月25日、「Survivor 〜Round.3 立川隆史・引退記念興行〜」で久保優太と2分2Rのスペシャルエキシビションマッチを行った。
2010年5月2日、K-1 WORLD MAX 2010 〜-63kg Japan Tournament 1st Round〜で松本芳道と対戦し、3Rに右ストレートでダウンを奪われるなどして判定負け。

## 戦績
| キックボクシング 戦績 | キックボクシング 戦績 | キックボクシング 戦績 | キックボクシング 戦績 | キックボクシング 戦績 | キックボクシング 戦績 | キックボクシング 戦績 |
| --------------------- | --------------------- | --------------------- | --------------------- | --------------------- | --------------------- | --------------------- |
| 43 試合               | (T)KO                 | 判定                  | その他                | 引き分け              | 無効試合              |                       |
| 37 勝                 | 26                    | 9                     | 0                     | 0                     | 0                     |                       |
| 6 敗                  | 1                     | 5                     | 0                     | 0                     | 0                     |                       |

| ○ | 蘇我英樹                       | 5R判定3-0                                         | 新日本キックボクシング協会 61kg契約                                                                                 | 2015年5月17日    |
| ○ | 竹村哲                         | 1R １分03秒 KO（右フック）                        | 日本キックボクシング連盟 「2014生粋シリーズVOL.5                                                                    | 2015年4月11日    |
| ○ | レオナ・ペタス                 | 3R判定3-0                                         | Krush.50 61.5kg契約                                                                                                 | 2015年1月4日     |
| ○ | 桃井浩                         | 1R 55秒 KO（右フック）                            | 日本キックボクシング連盟 「2014生粋シリーズVOL.3                                                                    | 2014年6月１5日   |
| ○ | 板橋寛                         | 3R判定3-0                                         | Ｋｒｕｓｈ４１ ６０kg級タイトルマッチ                                                                               | 2014年５月１１日 |
| ○ | 青津潤平                       | 延長４R判定2-1                                    | Ｋｒｕｓｈ３７ 61kg契約                                                                                             | 2014年1月4日     |
| ○ | 及川知浩                       | 延長７R判定3-0                                    | SHOOT BOXING2013 及川知浩引退イベント～完全相伝～ 大阪・ボディーメーカーコロシアム第二競技場                        | 2013年12月23日   |
| ○ | 平塚 大士                      | 1R 1:09 KO（左フック）                            | Ｋｒｕｓｈ34 61kg契約                                                                                               | 2013年11月10日   |
| ○ | クンカーオ ルークプラパート    | 1R 2:21 KO（左ボディブロー）                      | サラブリースタジアム                                                                                                | 2010年5月10日    |
| × | 松本芳道                       | 3R終了 判定0-3                                    | K-1 WORLD MAX 2010 〜-63kg Japan Tournament 1st Round〜 【1回戦】                                                   | 2010年5月2日     |
| ○ | 黒田アキヒロ                   | 3R終了 判定3-0                                    | Krush×Survivor | 2010年3月13日    |
| × | 山本真弘                       | 3R終了 判定0-2                                    | Krushライト級グランプリ2009 〜開幕戦 Round.1〜【準々決勝】                                                          | 2009年7月24日    |
| ○ | 岩切博史                       | 1R 2:31 KO（2ノックダウン：パンチ連打）           | Krushライト級グランプリ2009 〜開幕戦 Round.1〜【1回戦】                                                             | 2009年7月24日    |
| ○ | 石川直生                       | 3R 2:37 KO（右フック）                            | 全日本キックボクシング連盟「Krush.2」                                                                               | 2009年3月14日    |
| ○ | 梶原龍児                       | 3R終了 判定3-0                                    | K-1 WORLD MAX 2008 World Championship Tournament FINAL                                                              | 2008年10月1日    |
| ○ | デビット・ドゥージャ           | 3R 2:59 KO（3ノックダウン：左フック）             | K-1 WORLD MAX 2008 World Championship Tournament FINAL8                                                             | 2008年7月7日     |
| × | 山本真弘                       | 5R終了 判定0-3                                    | 全日本キックボクシング連盟「浪漫 〜Kick Return〜 Kickboxer of the best 60 Tournament 決勝戦」 【決勝】              | 2007年10月25日   |
| ○ | 前田尚紀                       | 3R終了 判定3-0                                    | 全日本キックボクシング連盟「浪漫 〜Kick Return〜 Kickboxer of the best 60 Tournament 決勝戦」 【準決勝】            | 2007年10月25日   |
| ○ | カノンスック・ウィラサクレック | 5R 2:21 TKO（レフェリーストップ：左フック）       | 全日本キックボクシング連盟「浪漫 〜Kick Return〜 Kickboxer of the best 60 Tournament 開幕戦」 【1回戦】             | 2007年8月25日    |
| × | グーピー・ウォー.スティラー    | 5R終了 判定0-3                                    | タイ国 ラジャダムナンスタジアム スッグ・ラジャダムナン・チューチャルーン                                            | 2007年6月17日    |
| × | 増田博正                       | 5R終了 判定0-3                                    | 全日本キックボクシング連盟「Departure 〜野良犬FINAL〜」                                                             | 2007年3月9日     |
| ○ | ジョン・スーミン               | 1R 2:07 KO（左ボディブロー）                      | 全日本キックボクシング連盟「New Year Kick Festival 2007」                                                           | 2007年1月4日     |
| ○ | 山本雅美                       | 3R終了 判定3-0                                    | 全日本キックボクシング連盟「Solid Fist」                                                                            | 2006年11月12日   |
| × | チョンレック・ゲオサムリット   | 4R TKO（レフェリーストップ：膝蹴り）              | タイ国 大会名不明（オームノーイスタジアム）                                                                         | 2005年12月19日   |
| ○ | 小林聡                         | 3R 2:31 KO（3ノックダウン：フック連打）           | 全日本キックボクシング連盟「SURVIVOR」 【WPKC世界ムエタイライト級タイトルマッチ】                                   | 2005年1月4日     |
| ○ | ムスタファ・ズィアーニ         | 3R終了 判定2-0                                    | 全日本キックボクシング連盟「HARD BLOW」                                                                             | 2004年10月17日   |
| ○ | 崔永益（チェ・ヨンイク）       | 2R 2:08 KO（左バックブロー）                      | 全日本キックボクシング連盟「全日本ライト級最強決定トーナメント2004 2nd.STAGE」 【2回戦】                            | 2004年4月16日    |
| ○ | 藤牧孝仁                       | 1R 2:22 KO（右バックブロー）                      | 全日本キックボクシング連盟「Wilderness」 【全日本ライト級タイトルマッチ】                                           | 2004年1月4日     |
| ○ | アンドレ・ロンキー             | 4R終了時 TKO（タオル投入）                        | 全日本キックボクシング連盟「KNOCK DOWN」                                                                            | 2003年9月27日    |
| ○ | 花戸忍                         | 2R 0:37 TKO（ドクターストップ：左まぶたのカット） | 全日本キックボクシング連盟「全日本ライト級最強決定トーナメント 〜決勝戦〜」 【決勝】                                | 2003年5月23日    |
| ○ | 大宮司進                       | 3R 2:21 KO（3ノックダウン：左フック）             | 全日本キックボクシング連盟「全日本ライト級最強決定トーナメント 〜決勝戦〜」 【準決勝】                              | 2003年5月23日    |
| ○ | 藤牧孝仁                       | 1R 1:41 KO（3ノックダウン：右ストレート）         | 全日本キックボクシング連盟「全日本ライト級最強決定トーナメント」 【1回戦】                                          | 2003年3月8日     |
| ○ | 林亜欧                         | 3R 1:32 KO（3ノックダウン:右フック）              | 全日本キックボクシング連盟「KICK ENERGY」 【全日本ライト級タイトルマッチ】                                          | 2003年1月4日     |
| ○ | 林亜欧                         | 1R 1:46 KO（3ノックダウン:パンチ連打）            | 全日本キックボクシング連盟「ALL JAPAN KICKBOXING 15th ANNIVERSARY SPECIAL BOUT - CRUSH -」                          | 2002年7月21日    |
| ○ | 増田博正                       | 1R 0:53 KO（右ミドルキック）                      | マーシャルアーツ日本キックボクシング連盟「KING COMBAT-2002 - KICK BOXING 60kg TOURNAMENT 日本最強決定戦」 【1回戦】 | 2002年3月30日    |
| ○ | 立嶋篤史                       | 5R 1:10 KO（右アッパー）                          | 全日本キックボクシング連盟「CROSS FIRE-II」                                                                         | 2001年4月6日     |
| ○ | ソウル・タイガー・ハン         | 1R 1:41 KO                                        | 全日本キックボクシング連盟「LEGEND-X」                                                                              | 2000年11月29日   |
| ○ | 杉上直之                       | 1R 2:03 KO                                        | 全日本キックボクシング連盟「LEGEND-IX」                                                                             | 2000年10月22日   |
| ○ | 長谷川誠                       | 1R 2:31 KO                                        | 全日本キックボクシング連盟「LEGEND-VIII」                                                                           | 2000年9月13日    |
| ○ | 前田尚紀                       | 1R 2:05 KO                                        | 全日本キックボクシング連盟「LEGEND-VII」                                                                            | 2000年7月30日    |
| ○ | 加門政志                       | 3R終了 判定3-0                                    | 全日本キックボクシング連盟「LEGEND-III」 【フェザー級3Rトーナメント 準々決勝】                                      | 2000年3月16日    |
| ○ | 森下知之                       | 1R 1:12 KO                                        | 全日本キックボクシング連盟「WAVE-XIII」                                                                             | 1999年10月8日    |

## 獲得タイトル
- 新空手軽量級全日本王座（2000年）
- 全日本ライト級最強決定トーナメント 優勝（2003年）
- 第14代全日本ライト級王座（2003年）
- WPKCムエタイ世界ライト級王座（2005年）
- 第3代Krush -60kg王座（2014年)
- ISKAムエタイ[5]インターナショナルスーパーライト級王座（2016年）